# درمنك (مقاطعة فراهان)
درمنك (بالفارسية: درمنک) هي قرية تقع في مركزي في إيران. يقدر عدد سكانها بـ 132 نسمة بحسب إحصاء 2016.